# CAPN8
CAPN8 ‏ (Calpain 8) هوَ بروتين يُشَفر بواسطة جين CAPN8 في الإنسان.